# یعقوب نصیبینی

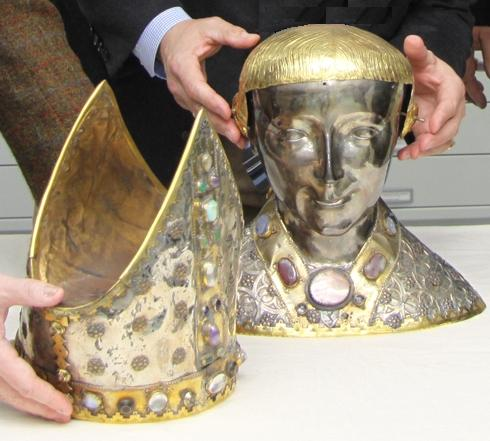
نمایی از سردیس یعقوب نصیبینی در موزه کلیسای جامع هیلدشیم، آلمان (مرتبط با ۱۳۶۷ سال پس از میلاد مسیح). تاریخ نگاره ۲۰۱۱

قدیس یعقوب نصیبینی گمان می‌رود خویشاوند گریگور روشنگر باشد. در نصیبین متولد شد و تا روز فوتش اسقف شهرستان نصیبین بود.
او در نيمه اول قرن چهارم ميلادى زندگی میکرد و در شهر نصیبین، شهری در مرزهای ایران و بین النهرین به دنیا امد و بزرگ شد. او آرزوی یک زندگی آرام و زاهدانه را داشت و بنابراین، در حالی که هنوز بسیار جوان بود، او در نزدیکی کوه جودی جای که تصور می‌شد کشتی نوح نشسته بوده است، منزوی شد. او از گياهان صحرا و ميوه درختان تغذيه مى كرد و پوشش او از پوست بز بود. او با زاهد گوشه‌نشین مروکه دیدار کرد جایی که چشمه یا چاهی مقدس پدیدار شد که گفته‌اند خواص درمانی دارد. 
در طی آزار و شکنجه توسط امپراتور ماکسیمیان (۲۸۴-۳۰۵) او با اعتراف شجاعانه ایمان تجلیل شد. به دلیل زندگی سخت و پرهیزگارانه اش، مردم نصيبين او را به عنوان اسقف خود برگزیدند (قبل از سال ۳۱۴ ميلادى). قديس يعقوب دارای ایمان ارتدوكس بود.
او بعدها به عنوان موسی بین‌النهرین مورد ستایش قرار گرفت. و پدر معنوی افرایم سریانی معرفی می‌شود. یعقوب مقدس در شورای نخست نیقیه در نیقیه حاضر بود و توسط  کلیسای مشرق ، کلیسای ارتودکس شرقی ، کلیسای ارتدکس مشرقی ، کلیسای کاتولیک روم و کلیساهای کاتولیک شرقی  به عنوان قدیس مورد تجلیل قرار گرفته است. 
قديس يعقوب، در میان پدران شورای اول كليساى جهانى، یکی از مدافعان برجسته ایمان ارتدوكس بود. او یک کشیش خردمند و فرهیخته بود، او يك مدرسه دولتی در نصيبين ساخت، که در آن خود او یک مدرس بود.
قديس گریگور، اسقف ارمنستان، با درخواست نوشتن در مورد ایمان، به او روی آورد و اسقف نصيبين پاسخ او را در ١٨ فصل برای وی ارسال كرد: درباره ایمان، درباره عشق، روزه، نماز، جنگ روحانى، رستاخیز مردگان، وظایف كشيشان، پیرامون ختنه (علیه یهودیان)، در مورد انتخاب غذاها، درباره مسیح به عنوان پسر خدا و غیره.
تاریخ ادسا ذکر می کند که قدیس اولین کلیسا را در نیسیبیس در سال های ۳۲۰-۳۱۳ ساخته است. گفته می شود که میلِس (اسقف شوش)، سهم زیادی در ساخت آن کلیسا داشته است، زیرا مقداری ابریشم از آدیابن آورده است. تأسیس مدرسه نصیبین را نیز به سنت یعقوب نسبت می دهند. سنت جیمز نصیبین در شورای نخست نیقیه در سال ۳۲۵ شرکت کرد و با آریوس مخالفت کرد. گفته می‌شود که قدیس افرایم سریانی با سنت جیمز نصیبین در شورا همراهی می‌کرد، اما این رویداد ممکن است ساختگی بوده باشد. سنت جیمز در مراسم تشییع جنازه سنت متروفانس بیزانس در سال ۳۲۶ شرکت کرد.
قدیس در زمره امضاکنندگان شوراهای محلی انطاکیه در سال ۳۴۱ به شمار می‌رود، اما حضور او در این شورا در منابع دیگر ثبت نشده است. در سال ۳۵۰، به استناد وقایع نامه سیکل عید پاک، یعقوب مقدس دوباره به دفاع از نصیبین در برابر شاپور دوم کمک کرد، منابع لاتین نقل کرده‌اند از آنجا که لباس اسقفی او لباس فاخری (regalia) بود او را با  امپراطور کنستانتین دوم اشتباه گرفتند. و شاپور دوم او را به مبارزه در بیرون شهر دعوت کرد جایی که او ظاهر گول زننده خود را نمایان کرد و در نتیجه ارتش ایران از شهر بیرون کشیده شدند.
معجزات متعددی توسط قدیس تئودورت در Historia Religiosa (تاریخ مذهبی) به قدیس یعقوب نسبت داده شده است. که تماما رنگ و بوی مذهبی دارد. یعقوب مقدس در محاصره نصیبین توسط شاپور دوم، شاهنشاه از ایران، در ۳۳۷\۳۳۸ حاضر بود، و طبق گفته تئودورت مقدس با تحریک جمعیت این شهرستان، به دیوار صعود کرد و پس از دعا برای شهر محاصره کنندگان را نفرین کرد.  تاریخ شهیدان جروم روايت‌ كرده است که او در ۱۵ ژوئیه درگذشت، سی امین روز از محاصره، بر طبق وقايع‌نامه ۶۴۰.  گنادیوس و افرایم مقدس گزارش می دهند که یعقوب مقدس در دیوارهای نیصیبین دفن شده است. تئودورت مقدس می افزاید که لشکر ایرانی به انبوهی از مگس‌ها مبتلا شد که توسط قدیس احضار شده بود و شاپور دوم متعاقباً محاصره را رها کرد.
روایت عبری انبوه مگس‌ها قسمتی از کتاب مقدس عهد عتیق عبری است، و صحت هم دارد. اما، این روایت‌های لاتین با دانش امروز شاید کمی کودکانه و معصومانه به نظر برسند. و مفهوم لباس فاخر (imperial regalia) ویا مفهوم a cardinal sin که در لاتین به معنای کناه کبیره است. کتاب‌‌های دولتی (the secular power) انگلیسی پروتستان می‌گویند مفهوم Metropolitan archbishop یا cardinal در قرن ششم به وجود آمده و از مفاهیم مسیحیت اولیه نیست.

## گاه‌نگاری
در ۲۸۰ زاهد شد.
در ۳.۴ تا ۳۱۶ قدیس مشهوری شد و چندین بار قدیس شریا را پذیرفت.
سال تقدیس بین ۳۰۸-۳۰۰
حضور در شورای انطاکیه و امضای آن ۳۴۱.

## باستان‌شناسی
بخشی از کشتی نوح که یعقوب یافت به کلیسای جامع اچمیادزین در ارمنستان آورده شد. 
سنت تئودورت نشان می دهد که استخوان های سنت یعقوب پس از تسلیم شهر به ایرانیان در ۲۲ اوت ۳۶۳ از نیسیبیس به ادسا منتقل شد. و بعداً در سال ۹۷۰ به قسطنطنیه منتقل شد. 
پس از نبرد دینکلار، لئوپولد فون اشتاینبرگ بقایای جمجمه سنت یعقوب را در سال ۱۳۶۷ به کلیسای جامع هیلدشیم در آلمان اهدا کرد . 
در سال 2018، بقایای جیمز مقدس از کلیسای ارمنی سنت جورج در پلوودیو بلغارستان به کانادا آورده شد و بخشی از آن در ۱۷ ژوئن به کلیسای ارمنی سنت گرگوری ارمنی در مونترال، و در ۲۴ ژوئن بخشی دیگر به کلیسای ارمنی تثلیث مقدس در تورنتو منتقل شد. 